# Kabupaten Serdang Bedagai
Kabupaten Serdang Bedagai är ett kabupaten i Indonesien.   Det ligger i provinsen Sumatera Utara, i den västra delen av landet, 1 400 km nordväst om huvudstaden Jakarta. Antalet invånare är 618 294.